# Zava
Zava — торговая марка службы онлайн-медицины и онлайн-аптеки Zavamed.com, управляемой компанией Health Bridge Ltd. из Лондона, запущенной в 2010 году под именем DrEd (переименована в Zava в 2016 году). По состоянию на сентябрь 2018 года это одна из крупнейших в Европе компаний в области цифрового здравоохранения, занимающаяся лечением пациентов из Великобритании, Франции, Германии, Швейцарии, Австрии и Ирландии.

## История
Zava была основана в 2010 году под названием DrEd.com бывшими сотрудниками Dr Thom Дэвидом Мейнертцем и Амитом Хутти. Сайт был запущен в ноябре 2011 года в Великобритании и Германии с 2 штатными врачами. В 2012 году компания привлекла бизнес-ангелов в размере 1,4 миллиона долларов. В апреле 2012 года DrEd открылась в Австрии и запустила службу доставки экстренной контрацепции в Великобритании. 20 июня 2012 года DrEd был запущен в Швейцарии. В начале 2014 года бизнес стал прибыльным.
В декабре 2014 года DrEd был запущен в Ирландии. В июне 2016 года сервис запущен во Франции под новым брендом Zava. 4 французских врача начали проводить онлайн-консультации. По состоянию на сентябрь 2018 года в Zava было 155 сотрудников, которые обслуживали пациентов в 6 европейских странах. Zava стала одной из крупнейших компаний в области цифрового здравоохранения в Европе, онлайн обслуживались более 2 миллионов пациентов, в том числе 400 000 из Германии. В 2018 и 2019 годах британские и немецкие СМИ писали о запасах ключевых лекарств Zava в контексте потенциальной нехватки силденафила, вызванной Brexit'ом.
В январе 2019 года DrEd изменил свое название на Zava в Германии. Согласно сайту, название происходит от французского «Ça va?» («Как дела?»). Фирма также объявила о планах открыть офис в Германии. В июне 2019 года компания Health Bridge Ltd., которая управляет Zava, привлекла 32 млн долларов. Средства были нацелены на расширение своих услуг в Европе и открытие офиса в Гамбурге.

## Регулирование
Zava действует в соответствии с законодательством Великобритании и Европейского Союза. Компания Health Bridge Ltd., которая владеет zavamed.com, зарегистрирована и регулируется комиссией по качеству ухода. Компания Health Bridge Limited имеет разрешение MHRA продавать лекарства онлайн. Health Bridge Ltd. Pharmacy зарегистрирована в Генеральном фармацевтическом совете.
В Европе компания действует в соответствии с Европейской директивой 2011/24/EC о трансграничном здравоохранении, которая гласит, что рецепты, написанные врачом, зарегистрированном в одном государстве-члене ЕС, признаются во всех других государствах-членах. Тем не менее, правовые основания для услуг Zava были поставлены под сомнение в нескольких странах ЕС. Врачи и фармацевты выдвинули на первый план проблемы квалификации местных врачей и выполнения рецептов в аптеках в соответствии с Европейской директивой.

## Сервис
Zava предлагает диагноз врачу, использующему телемедицину, и предлагает рецепты, которые можно доставить через партнёрские онлайн-аптеки — в то время как в Великобритании Zava имеет собственную зарегистрированную аптеку. Zava полагается на то, что пациенты заполняют подробный медицинский онлайн-опросник, который проверяется специалистом. Врачи предоставляют медицинскую консультацию и могут выписать лекарство. С момента своего запуска Zava предоставила 3 миллиона платных консультаций.

## Критика и противоречия

### В Австрии
В апреле 2012 года, когда DrEd был запущен в Австрии, он столкнулся с противодействием со стороны министра здравоохранения Алоиса Штёгера, Австрийской палаты врачей и Австрийской палаты фармацевтов. Австрийская ассоциация по правам пациентов также выразила обеспокоенность по поводу качества обслуживания, которое может предоставить DrEd.
В январе 2013 года австрийский журнал для потребителей «Konsument» протестировал DrEd.com, заказав лечение гонореи и рецепт противомалярийного средства. Редакторы отметили, что онлайн-врач «комично» советовал секс-работнице о необходимости информировать ее сексуальных партнеров за последние три месяца о ее инфекции ИППП (что требуется австрийским законодательством). В случае малярии редакторы жаловались на то, что онлайн-врач назначил им «ненужное» профилактическое лечение, потому что их испытуемый пациент должен был путешествовать только на высоте выше 2500 метров, где болезнь отсутствовала. Журнал пришел к выводу, что австрийские пациенты должны полностью избегать DrEd или любой другой медицинской онлайн-услуги, потому что они «не могут заменить личную встречу между врачом и пациентом».
В 2016 году австрийский еженедельный новостной журнал Profil проверил порядок заказа силденафила и однажды высказал опасения по поводу качества онлайн-консультации и рецепта.

### В Германии
В 2011 году, когда служба была запущена в Германии, Дирк Хайнрих, председатель ассоциации немецких врачей NAV-Virchow-Bund, подверг критике DrEd за назначение лекарств без физического осмотра. Он сказал, что «диагноз из онлайн-опроса — это не диагноз, а предположение», и назвал DrEd «скрытой онлайн-аптекой». В июле 2012 года Штифтунг Варентест проверил DrEd с пациентами, предположительно имеющими инфекцию мочевого пузыря и хламидиоза. В обоих случаях антибиотик назначался без анализа мочи, необходимого для постановки диагноза. DrEd ответил открытым письмом, подвергая сомнению работу анонимных тестеров.
В марте 2013 года Федеральное министерство здравоохранения поставило под сомнение правовые основания, по которым DrEd работал в Германии. В октябре 2013 года, когда DrEd заключила соглашение с аптечной сетью Ordermed о доставке таблеток экстренной контрацепции, оно было отменено Ordermed из-за возражений своих партнеров по аптеке. Осенью 2013 года новоизбранное Федеральное правительство предложило внести изменения в закон, требуя прямой консультации врача и пациента для первоначального назначения лекарств, что подверглось резкой критике со стороны DrEd. В мае 2014 года министр здравоохранения Баварии Мелани Хумл потребовала от федерального правительства постановить, что онлайн-рецепты, сделанные за пределами Германии, недействительны.
В 2016 году министерство здравоохранения предложило внести изменения в немецкое законодательство, требующие личного контакта между врачом и пациентом, и запретить выписанные в Интернете рецепты, которые стали широко известны как «Lex DrEd» или «DrEd-Verbot» (запрет DrEd). 11 ноября 2016 года Бундестаг утвердил эти изменения. Этот запрет вынудил DrEd работать с аптеками ЕС за пределами страны, предлагая доставку в Германию.
Однако в апреле 2018 года Палата врачей Шлезвиг-Гольштейна изменила своё решение, чтобы разрешить онлайн-консультации с государственными врачами, и в начале мая 2018 года произошли изменения на национальном уровне, что было подтверждено Федеральным конгрессом Германии. Также в мае 2018 года Палата врачей Баден-Вюртемберга утвердила DrEd в качестве модельного проекта после того, как в 2016 году было принято решение протестировать услуги телемедицины в рамках утвержденных модельных проектов, где веб-сервис сравнивается с лечением в больнице и оценивается Палатой.

### В Великобритании и Ирландии
В 2012 году, когда DrEd запустил службу доставки таблеток экстренной контрацепции в Великобритании, его подвергли критике за поощрение секса несовершеннолетних и отсутствии заботы о пациентах. В 2015 году, когда DrEd начал предлагать онлайн-комплекты для тестирования на ИППП, некоторые врачи критиковали эту практику, утверждая, что заказ онлайн-комплектов для тестирования на ИППП не позволяет пациентам получать советы по безопасным сексуальным практикам, как это делают личные консультации.

## Внешние ссылки
- zavamed.com/uk/ — официальный сайт Zava